# خاصية تجميعية

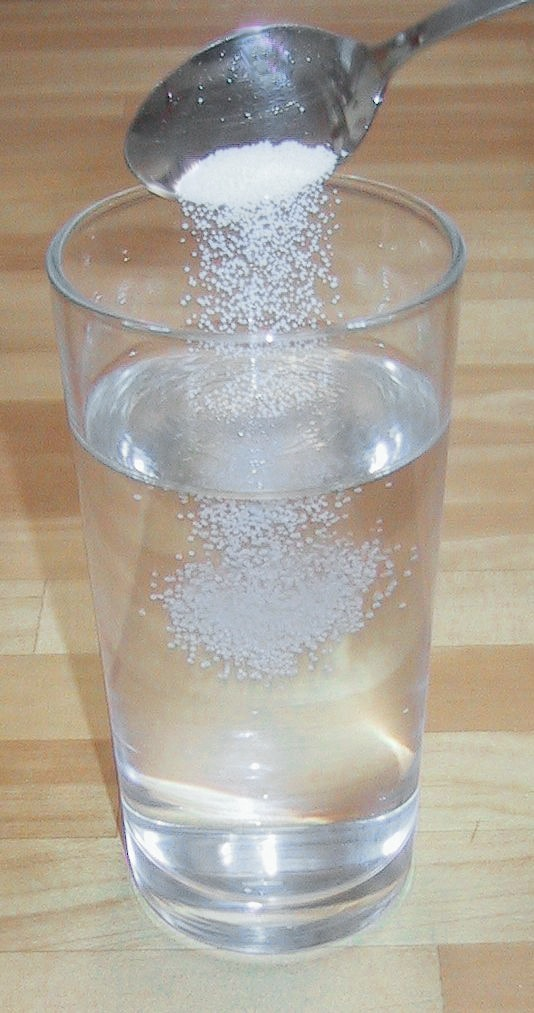

الخواص التجميعية أو التركيزية أو الترابطية هي خواص محلول تعتمد على نسبة عدد جزيئات المذيب إلى المذاب. وهي مستقلة عن طبيعة الجزيئات المذيبة، ويرجع سبب وجود تلك الخواص إلى تخفيف (أي خفض تركيز) المذيب نتيجة حله للمذاب.
بعض الصفات المهمة للمحاليل تعتمد على عدد ذرات المذاب في المحلول ولا تعتمد على طبيعة هذه الذرات، تسمى هذه الصفات بالصفات التجميعية ويعود ذلك إلى أن الذرات مرتبطة معا من أصل مشترك والاعتماد الكلي على عدد هذه الذرات في المحلول سواء كانت ذرات أو أيونات أو جزيئات .

## التسمية
كلمة (colligative) في الفرنسية والإنجليزية أصلها (باللاتينية: colligatus) أي «مربوطة» ، فتلك الخواص مترابطة لأنها تعتمد على عدد جزييات المذيب وليس النوع الكيميائي الموجود.

## أقسامها
تنقسم الصفات التجميعية إلى أربعة أقسام وهي :

### تخفيض ضغط البخار
- إذا كان المذاب غير متطاير يكون ضغط البخار للمحلول كاملا أقل من ضغط البخار للمذيب النقي . والعلاقة بين ضغط البخار للمحلول وضغط البخار للمذيب وحده يعتمد على تركيز المذاب في المحلول .
- هذه العلاقة تعطى من خلال قانون راؤول :

نص قانون راؤول : الضغط الجزئي للمذيب على المحلول P1 ، يعطى من خلال ضغط البخار للمذيب النقي •P1 مضروبا بالنسبة المولية للمذيب في المحلول X1
•P1=X1*P1

### الارتفاع في درجة الغليان
- عندما يكون المذاب غير متطاير فإنه يعمل على انخفاض ضغط البخار في المحلول، وذلك يؤثر بشكل مباشر على نقطة غليان المحلول .
- نقطة غليان المحلول هي : الحرارة التي يتساوى عندها ضغط البخار للمحلول مع ضغط البخار الخارجي ( الجوي ) .
- تعطى علاقة الارتفاع في نقطة الغليان للمحلول : ΔT=Kb*m

حيث ΔTb هي الفرق بين درجتي الغليان للمحلول والمذيب وتقاس بالكلفن
Kb هي ثابت ارتفاع درجة الغليان المولالية ( Ċ/ m )
m : المولالية

### الانخفاض في درجة التجمد
تفسير هذه الظاهرة يعزى إلى أن التجمد يعني الانتقال من حالة عدم الترتيب للذرات أوالجزيئات ( العشوائية ) إلى حالة الترتيب ( تنظيم الذرات أو الجزيئات ) .
لفعل ذلك يجب طرد الطاقة من النظام ( المحلول ) ، وذلك لأن المحلول يحتوي على عشوائية أكثر ( عدم ترتيب في الذرات أو الجزيئات ) من المذيب النقي فالمحلول يملك أكثر من نوع واحد من الذرات أما المذيب النقي فيملك نوع واحد فقط من الذرات، بالتالي يملك المحلول درجة تجمد أقل من المذيب وحده وتعطى العلاقة من خلال القانون التالي :
ΔTf=Kf*m
ΔTf هي الفرق بين درجتي التجمد للمذيب والمحلول
Kf هي ثابت انخفاض درجة التجمد المولالية، m : المولالية

### الضغط التناضخي (الإسموزي)
تعني أن تنتقل جزيئات المذيب النقي عن طريق غشاء شبه نافذ إلى المحلول وذلك لأن تركيز جزيئات المذيب في المحلول يكون أقل من تركيز الجزيئات في المحلول النقي، فيتم انتقال جزيئات المذيب من الأعلى تركيز ( المذيب النقي ) إلى الأقل تركيز ( جزيئات المذيب في المحلول ) وتعطى من خلال العلاقة التالية :
π=MRT
حيث π هي الضغط الاسموزي وتقاس بوحدة ضغط جوي
M هي المولارية وتقاس بوحدة (مول/لتر) ، R هي ثابت الغازات (0.0821 لتر.ضغط جوي / (كلفن.مول) )
T هي درجة الحرارة وتقاس بالكلفن

## استخداماتها
قياس الخواص التجميعية لمحلول خفيف من مذاب غير متأين (مثلًا اليوريا أو الغلوكوز في الماء أو في مذيب آخر) يُمكّن تحديد دقيق للكتلة المولية. ويُمكّن قياس المذابات المتأينة إيجاد تقريب لنسبة التأين الحاصلة.
وتُدرس غالبًا الخواص التجميعية للمحاليل الخفيفة، ويُقرّب سلوك تلك المحاليل لسلوك محلول مثالي.